# Третий дивизион России по футболу (Московская область)
С 1996 года отборочный этап Первенства России среди КФК/ЛФК (Третий дивизион) на территории Московской области проводится под эгидой Федерации футбола Московской области. Победитель группы «А» принимает участие в финальном турнире, а также получает право заявиться в Первенство Профессиональной футбольной лиги следующего сезона. Победитель и команда, занявшая 2 место в группе «Б», повышаются в группу «А».
До 2004[уточнить] года турнир команд Московской области наряду с турниром команд Москвы (чемпионат Москвы) проводился в рамках Первенства КФК/ЛФЛ под объединением МРО «Центр». В некоторых сезонах (1996, 1997, 1998, 2000, 2001, 2002, 2003) победители турниров Московской области и Москвы определяли победителя МРО «Центр».

## Победители

### На уровне первенства КФК/ЛФК (ЛФЛ / III див.)
| Год     | Группа А                                      | Группа Б                                      | Группа Б                                      | Примечания                                                  | Примечания |
| ------- | --------------------------------------------- | --------------------------------------------- | --------------------------------------------- | ----------------------------------------------------------- | --- |
| 1996    | Химки                                         | Москвич-Алеко (Москва)                        | Москвич-Алеко (Москва)                        | Группы «А» и «Б» — равнозначны                              | В финальном турнире зоны «Центр» участвовали победители групп «А» и «Б» зоны «Подмосковье» и победитель группы «Москва» |
| 1997    | Мосэнерго (Ногинск)                           | Гигант (Воскресенск)                          | Гигант (Воскресенск)                          | Группы «А» и «Б» — равнозначны                              | Гигант (Воскресенск) — победитель финала зоны «Подмосковье»                                                             |
| 1998    | Красная горка-Витязь (Подольск)               | Вымпел-Масани (Королёв)                       | Вымпел-Масани (Королёв)                       | Группы «А» и «Б» — с системой ротации (повышения/понижения) | В финале зоны «Центр» играли победитель группы «А» «Подмосковья» и победитель финала зоны «Москва»                      |
| 1999    | Краснознаменск-Селятино                       | Авангард (Солнечногорск)                      | Авангард (Солнечногорск)                      | Группы «А» и «Б» — с системой ротации (повышения/понижения) | |
| 2000    | Витязь (Подольск)                             | ДЮСШ-Химки                                    | ДЮСШ-Химки                                    | Группы «А» и «Б» — с системой ротации (повышения/понижения) | В финале зоны «Центр» играли победитель группы «А» «Подмосковья» и победитель зоны «Москва»                             |
| 2001    | Реутов                                        | Троицк (Троицк)                               | Троицк (Троицк)                               | Группы «А» и «Б» — с системой ротации (повышения/понижения) | В финале зоны «Центр» играли победитель группы «А» «Подмосковья» и победитель зоны «Москва»                             |
| 2002    | Алла-Л (Лобня)                                | Мытищи (Мытищи)                               | Мытищи (Мытищи)                               | Группы «А» и «Б» — с системой ротации (повышения/понижения) | В финале зоны «Центр» играли победитель группы «А» «Подмосковья» и победитель зоны «Москва»                             |
| 2003    | Алла-Л (Лобня)                                | Локомотив-МостОтряд № 99 (Серпуховский район) | Локомотив-МостОтряд № 99 (Серпуховский район) | Группы «А» и «Б» — с системой ротации (повышения/понижения) | В финале зоны «Центр» играли победитель группы «А» «Подмосковья» и победитель зоны «Москва»                             |
| 2004    | Локомотив-МостОтряд № 99 (Серпуховский район) | Нара-Десна (Наро-Фоминск)                     | Нара-Десна (Наро-Фоминск)                     | Группы «А» и «Б» — с системой ротации (повышения/понижения) | |
| 2005    | Фортуна (Мытищи)                              | Дмитров                                       | Дмитров                                       | Группы «А» и «Б» — с системой ротации (повышения/понижения) | |
| 2006    | Знамя Труда (Орехово-Зуево)                   | Титан (Клин)                                  | Титан (Клин)                                  | Группы «А» и «Б» — с системой ротации (повышения/понижения) | |
| 2007    | Истра                                         | Сенеж (Солнечногорск)                         | Сенеж (Солнечногорск)                         | Группы «А» и «Б» — с системой ротации (повышения/понижения) | |
| 2008    | Авангард (Подольск)                           | Олимп (Фрязино)                               | Олимп (Фрязино)                               | Группы «А» и «Б» — с системой ротации (повышения/понижения) | |
| 2009    | Подолье (Подольский район)                    | Мытищи-ЦДЮС (Мытищи)                          | Мытищи-ЦДЮС (Мытищи)                          | Группы «А» и «Б» — с системой ротации (повышения/понижения) | |
| 2010    | Подолье (Подольский район)                    | Ока (Белоомут)                                | Ока (Белоомут)                                | Группы «А» и «Б» — с системой ротации (повышения/понижения) | |
| 2011/12 | Долгие Пруды (Долгопрудный)                   | Знамя (Ногинск)                               | Знамя (Ногинск)                               | Группы «А» и «Б» — с системой ротации (повышения/понижения) | |
| 2012    | Коломна                                       | Поварово (Солнечногорский район)              | Поварово (Солнечногорский район)              | Группы «А» и «Б» — с системой ротации (повышения/понижения) | |
| 2013    | Олимпик (Мытищи)                              | Чайка (Юбилейный)                             | Чайка (Юбилейный)                             | Группы «А» и «Б» — с системой ротации (повышения/понижения) | |
| 2014    | Титан (Клин)                                  | Чайка (Юбилейный/Королёв)                     | Чайка (Юбилейный/Королёв)                     | Группы «А» и «Б» — с системой ротации (повышения/понижения) | |
| 2015    | Люберцы                                       | Одинцово (Одинцово)                           | Одинцово (Одинцово)                           | Группы «А» и «Б» — с системой ротации (повышения/понижения) | |
| 2016    | Олимпик (Мытищи)                              | Сергиев Посад                                 | Сергиев Посад                                 | Группы «А» и «Б» — с системой ротации (повышения/понижения) | |
| 2017    | Квант (Обнинск)                               | Легион (Ивантеевка)                           | Легион (Ивантеевка)                           | Группы «А» и «Б» — с системой ротации (повышения/понижения) | |
| 2018    | Люберцы                                       | Олимп (Москва)                                | Олимп (Москва)                                | Группы «А» и «Б» — с системой ротации (повышения/понижения) | |

| Год  | Лига А                          | Лига Б                                                                      | Лига Б                                                                      | Примечания                                                                  | Примечания |
| ---- | ------------------------------- | --------------------------------------------------------------------------- | --------------------------------------------------------------------------- | --------------------------------------------------------------------------- | ---------- |
| 2019 | Олимп-2 (Химки)                 | зона 1                                                                      | СШ Дубна (Дубна)                                                            | Лиги «А» и «Б» — с системой ротации (повышения/понижения)                   |            |
| 2019 | Олимп-2 (Химки)                 | зона 2                                                                      | СШ Шатура (Шатура)                                                          | Лиги «А» и «Б» — с системой ротации (повышения/понижения)                   |            |
| 2019 | Олимп-2 (Химки)                 | плей-офф                                                                    | Богородский витязь (Ногинск)                                                | Лиги «А» и «Б» — с системой ротации (повышения/понижения)                   |            |
| 2020 | Легион (Ивантеевка)             | зона 1                                                                      | Зоркий-2 (Красногорск)                                                      | Лиги «А» и «Б» — с системой ротации (повышения/понижения)                   |            |
| 2020 | Легион (Ивантеевка)             | зона 2                                                                      | Егорьевск (городской округ Егорьевск)                                       | Лиги «А» и «Б» — с системой ротации (повышения/понижения)                   |            |
| 2020 | Легион (Ивантеевка)             | плей-офф                                                                    | Балашиха                                                                    | Лиги «А» и «Б» — с системой ротации (повышения/понижения)                   |            |
| 2021 | Балашиха                        | зона 1                                                                      | Егорьевск (городской округ Егорьевск)                                       | Лиги «А» и «Б» — с системой ротации (повышения/понижения)                   |            |
| 2021 | Балашиха                        | зона 2                                                                      | Истра                                                                       | Лиги «А» и «Б» — с системой ротации (повышения/понижения)                   |            |
| 2022 | Зоркий-2 (Красногорск)          | Лига Б (с сезона 2022 года перестала относиться к III дивизиону) — см. ниже | Лига Б (с сезона 2022 года перестала относиться к III дивизиону) — см. ниже | Лига Б (с сезона 2022 года перестала относиться к III дивизиону) — см. ниже |            |
| 2023 | Подолье (городской округ Чехов) | Лига Б (с сезона 2022 года перестала относиться к III дивизиону) — см. ниже | Лига Б (с сезона 2022 года перестала относиться к III дивизиону) — см. ниже | Лига Б (с сезона 2022 года перестала относиться к III дивизиону) — см. ниже |            |
| 2024 | Красное Знамя (Ногинск)         | Лига Б (с сезона 2022 года перестала относиться к III дивизиону) — см. ниже | Лига Б (с сезона 2022 года перестала относиться к III дивизиону) — см. ниже | Лига Б (с сезона 2022 года перестала относиться к III дивизиону) — см. ниже |            |

### На нижестоящих уровнях
Чемпионат (первенство) Московской области
| Год     | Д-1                               | Д-2    | Д-2                                   | Д-3    | Д-3                             | Примечания                                                                                               |
| ------- | --------------------------------- | ------ | ------------------------------------- | ------ | ------------------------------- | --- |
| 2001    | Королёв-2 (Королёв)               | зона 1 | Норд (Яхрома)                         |        |                                 | Д-1 — первая группа, Д-2 — вторая группа — с системой ротации (повышения/понижения)                      |
| 2001    | Королёв-2 (Королёв)               | зона 2 | Кристалл (Электросталь)               |        |                                 | Д-1 — первая группа, Д-2 — вторая группа — с системой ротации (повышения/понижения)                      |
| 2001    | Королёв-2 (Королёв)               | зона 3 | ?                                     |        |                                 | Д-1 — первая группа, Д-2 — вторая группа — с системой ротации (повышения/понижения)                      |
| 2001    | Королёв-2 (Королёв)               | зона 4 | ?                                     |        |                                 | Д-1 — первая группа, Д-2 — вторая группа — с системой ротации (повышения/понижения)                      |
| 2002    | ?                                 | зона 1 | ?                                     |        |                                 | Д-1 — первая группа, Д-2 — вторая группа — с системой ротации (повышения/понижения)                      |
| 2002    | ?                                 | зона 2 | ?                                     |        |                                 | Д-1 — первая группа, Д-2 — вторая группа — с системой ротации (повышения/понижения)                      |
| 2002    | ?                                 | зона 3 | ?                                     |        |                                 | Д-1 — первая группа, Д-2 — вторая группа — с системой ротации (повышения/понижения)                      |
| 2002    | ?                                 | зона 4 | ?                                     |        |                                 | Д-1 — первая группа, Д-2 — вторая группа — с системой ротации (повышения/понижения)                      |
| 2003    | Алла-Л-3 (Лобня)                  | зона 1 | Авто-49 (Долгопрудный)                |        |                                 | Д-1 — первая группа, Д-2 — вторая группа — с системой ротации (повышения/понижения)                      |
| 2003    | Алла-Л-3 (Лобня)                  | зона 2 | Белая дача (Котельники)               |        |                                 | Д-1 — первая группа, Д-2 — вторая группа — с системой ротации (повышения/понижения)                      |
| 2003    | Алла-Л-3 (Лобня)                  | зона 3 | Спартак-2 (Щёлково)                   |        |                                 | Д-1 — первая группа, Д-2 — вторая группа — с системой ротации (повышения/понижения)                      |
| 2003    | Алла-Л-3 (Лобня)                  | зона 4 | Факел (Газопроводск)                  |        |                                 | Д-1 — первая группа, Д-2 — вторая группа — с системой ротации (повышения/понижения)                      |
| 2004    | Фортуна (Мытищи)                  | зона А | ?                                     | зона А | ?                               | Д-1 — высшая группа, Д-2 — первая группа, Д-3 — вторая группа — с системой ротации (повышения/понижения) |
| 2004    | Фортуна (Мытищи)                  | зона Б | ?                                     | зона Б | ?                               | Д-1 — высшая группа, Д-2 — первая группа, Д-3 — вторая группа — с системой ротации (повышения/понижения) |
| 2005    | Русские газоны (Котельники)       | зона А | Дубна (Дубна)                         | зона А | Троицк-2001-2 (Троицк)          | Д-1 — высшая группа, Д-2 — первая группа, Д-3 — вторая группа — с системой ротации (повышения/понижения) |
| 2005    | Русские газоны (Котельники)       | зона Б | Зенит (Томилино)                      | зона Б | Факел (Газопроводск)            | Д-1 — высшая группа, Д-2 — первая группа, Д-3 — вторая группа — с системой ротации (повышения/понижения) |
| 2006    | Русские газоны (Котельники)       | зона А | РМАТ-Юность (Химки)                   | зона А | Троицк-2001-2 (Троицк)          | Д-1 — высшая группа, Д-2 — первая группа, Д-3 — вторая группа — с системой ротации (повышения/понижения) |
| 2006    | Русские газоны (Котельники)       | зона Б | Химик (Орехово-Зуево)                 | зона Б | Факел (Газопроводск)            | Д-1 — высшая группа, Д-2 — первая группа, Д-3 — вторая группа — с системой ротации (повышения/понижения) |
| 2007    | Чехов (Чехов)                     | зона А | Можайск (Можайск)                     | зона А | Ока-2 (Ступино)                 | Д-1 — высшая группа, Д-2 — первая группа, Д-3 — вторая группа — с системой ротации (повышения/понижения) |
| 2007    | Чехов (Чехов)                     | зона Б | Лыткарино (Лыткарино)                 | зона Б | Труд (Старая Купавна)           | Д-1 — высшая группа, Д-2 — первая группа, Д-3 — вторая группа — с системой ротации (повышения/понижения) |
| 2008    | Русские газоны (Котельники)       | зона А | КЛФ Зубово (Клин)                     | зона А | Металлист (Домодедово)          | Д-1 — высшая группа, Д-2 — первая группа, Д-3 — вторая группа — с системой ротации (повышения/понижения) |
| 2008    | Русские газоны (Котельники)       | зона Б | Каскад (Щёлково)                      | зона Б | ВТУ (Балашиха)                  | Д-1 — высшая группа, Д-2 — первая группа, Д-3 — вторая группа — с системой ротации (повышения/понижения) |
| 2009    | Металлист (Королёв)               | зона А | Красноармейск (Красноармейск)         | зона А | Ока (Белоомут)                  | Д-1 — высшая группа, Д-2 — первая группа, Д-3 — вторая группа — с системой ротации (повышения/понижения) |
| 2009    | Металлист (Королёв)               | зона Б | Кристалл (Электросталь)               | зона Б | СК Непецино (Коломенский район) | Д-1 — высшая группа, Д-2 — первая группа, Д-3 — вторая группа — с системой ротации (повышения/понижения) |
| 2010    | Металлист (Домодедово)            | зона А | ДЮСШ Спартак (Щёлково)                |        |                                 | Д-1 — высшая группа, Д-2 — первая группа, Д-3 — вторая группа — с системой ротации (повышения/понижения) |
| 2010    | Металлист (Домодедово)            | зона Б | Знамя (Ногинск)                       |        |                                 | Д-1 — высшая группа, Д-2 — первая группа, Д-3 — вторая группа — с системой ротации (повышения/понижения) |
| 2010    | Металлист (Домодедово)            | зона В | СК Непецино (Коломенский район)       |        |                                 | Д-1 — высшая группа, Д-2 — первая группа, Д-3 — вторая группа — с системой ротации (повышения/понижения) |
| 2011/12 | Чайка (Юбилейный)                 | зона А | Веста (Королёв)                       |        |                                 | Д-1 — высшая группа, Д-2 — первая группа, Д-3 — вторая группа — с системой ротации (повышения/понижения) |
| 2011/12 | Чайка (Юбилейный)                 | зона Б | ВТУ (Балашиха)                        |        |                                 | Д-1 — высшая группа, Д-2 — первая группа, Д-3 — вторая группа — с системой ротации (повышения/понижения) |
| 2011/12 | Чайка (Юбилейный)                 | зона В | Коломна-д (Коломна)                   |        |                                 | Д-1 — высшая группа, Д-2 — первая группа, Д-3 — вторая группа — с системой ротации (повышения/понижения) |
| 2012    | Веста (Королёв)                   | зона А | Волоколамск (Волоколамск)             |        |                                 | Д-1 — высшая группа, Д-2 — первая группа, Д-3 — вторая группа — с системой ротации (повышения/понижения) |
| 2012    | Веста (Королёв)                   | зона Б | Лосино-Петровский (Лосино-Петровский) |        |                                 | Д-1 — высшая группа, Д-2 — первая группа, Д-3 — вторая группа — с системой ротации (повышения/понижения) |
| 2012    | Веста (Королёв)                   | зона В | Джилекс (Климовск)                    |        |                                 | Д-1 — высшая группа, Д-2 — первая группа, Д-3 — вторая группа — с системой ротации (повышения/понижения) |
| 2013    | Металлист (Домодедово)            | зона А | Сенеж (Солнечногорск)                 |        |                                 | Д-1 — высшая группа, Д-2 — первая группа, Д-3 — вторая группа — с системой ротации (повышения/понижения) |
| 2013    | Металлист (Домодедово)            | зона Б | Звезда (Люберцы)                      |        |                                 | Д-1 — высшая группа, Д-2 — первая группа, Д-3 — вторая группа — с системой ротации (повышения/понижения) |
| 2013    | Металлист (Домодедово)            | зона В | Гранд (Куровское)                     |        |                                 | Д-1 — высшая группа, Д-2 — первая группа, Д-3 — вторая группа — с системой ротации (повышения/понижения) |
| 2013    | Металлист (Домодедово)            | зона Г | Юность (Серебряные пруды)             |        |                                 | Д-1 — высшая группа, Д-2 — первая группа, Д-3 — вторая группа — с системой ротации (повышения/понижения) |
| 2014    | Металлист (Домодедово)            | зона А | Синьково (Новосиньково)               |        |                                 | Д-1 — высшая группа, Д-2 — первая группа, Д-3 — вторая группа — с системой ротации (повышения/понижения) |
| 2014    | Металлист (Домодедово)            | зона Б | Медвежьи Озёра (Медвежьи Озёра)       |        |                                 | Д-1 — высшая группа, Д-2 — первая группа, Д-3 — вторая группа — с системой ротации (повышения/понижения) |
| 2014    | Металлист (Домодедово)            | зона В | Красково (Красково)                   |        |                                 | Д-1 — высшая группа, Д-2 — первая группа, Д-3 — вторая группа — с системой ротации (повышения/понижения) |
| 2014    | Металлист (Домодедово)            | зона Г | Керамзит (Серпухов)                   |        |                                 | Д-1 — высшая группа, Д-2 — первая группа, Д-3 — вторая группа — с системой ротации (повышения/понижения) |
| 2015    | Металлист (Домодедово)            | зона А | Дубна (Дубна)                         |        |                                 | Д-1 — высшая группа, Д-2 — первая группа, Д-3 — вторая группа — с системой ротации (повышения/понижения) |
| 2015    | Металлист (Домодедово)            | зона Б | Легион (Ивантеевка)                   |        |                                 | Д-1 — высшая группа, Д-2 — первая группа, Д-3 — вторая группа — с системой ротации (повышения/понижения) |
| 2015    | Металлист (Домодедово)            | зона В | Энергия (Шатурский район)             |        |                                 | Д-1 — высшая группа, Д-2 — первая группа, Д-3 — вторая группа — с системой ротации (повышения/понижения) |
| 2015    | Металлист (Домодедово)            | зона Г | Нара (Наро-Фоминский район)           |        |                                 | Д-1 — высшая группа, Д-2 — первая группа, Д-3 — вторая группа — с системой ротации (повышения/понижения) |
| 2016    | Металлист-Домодедово (Домодедово) | зона А | Лобня-ЦФКиС-2 (Лобня)                 |        |                                 | Д-1 — высшая группа, Д-2 — первая группа, Д-3 — вторая группа — с системой ротации (повышения/понижения) |
| 2016    | Металлист-Домодедово (Домодедово) | зона Б | Синьково (Новосиньково)               |        |                                 | Д-1 — высшая группа, Д-2 — первая группа, Д-3 — вторая группа — с системой ротации (повышения/понижения) |
| 2016    | Металлист-Домодедово (Домодедово) | зона В | ДЮСШ Лыткарино (Лыткарино)            |        |                                 | Д-1 — высшая группа, Д-2 — первая группа, Д-3 — вторая группа — с системой ротации (повышения/понижения) |
| 2016    | Металлист-Домодедово (Домодедово) | зона Г | Динамо (Зарайский район)              |        |                                 | Д-1 — высшая группа, Д-2 — первая группа, Д-3 — вторая группа — с системой ротации (повышения/понижения) |

| Год  | Группа А  | Группа Б         | Группа В           | Группа Г           | Стыковые матчи   |
| ---- | --------- | ---------------- | ------------------ | ------------------ | ---------------- |
| 2017 | СШ (Клин) | СШ Волна (Дубна) | СШ Шатура (Шатура) | СДЮСШОР (Бронницы) | СШ Волна (Дубна) |

| Год  | Группа А       | Группа Б        | Группа В                 | Группа Г            | Группа Д         |
| ---- | -------------- | --------------- | ------------------------ | ------------------- | ---------------- |
| 2018 | Краснознаменск | Чайка (Королёв) | СШОР Балашиха (Балашиха) | Красково (Красково) | Динамо (Зарайск) |

| Год  | Зона 1                     | Зона 2                                    | Зона 3                              | Зона 4                | Зона 5           |
| ---- | -------------------------- | ----------------------------------------- | ----------------------------------- | --------------------- | ---------------- |
| 2019 | Нара (Наро-Фоминск)        | Метеор (Пересвет)                         | Павловский Посад (Павловский Посад) | Кампина (Ступино)     | Олимпик (Мытищи) |
| 2020 | Химик Юниор (Клин)         | Щёлково (городской округ Щёлково)         | Динамо (городской округ Зарайск)    | —                     | —                |
| 2021 | СК Синьково (Новосиньково) | Краснознаменск (городской округ Одинцово) | ФК СШ Лыткарино (Лыткарино)         | Балашиха-2 (Балашиха) | —                |

| Год  | Лига Б                                | Лига Б                           | Лига В                                    | Лига В                               | Лига В                                              | Лига В                           |
| Год  | зона 1                                | зона 2                           | зона 1                                    | зона 2                               | зона 3                                              | зона 4                           |
| ---- | ------------------------------------- | -------------------------------- | ----------------------------------------- | ------------------------------------ | --------------------------------------------------- | -------------------------------- |
| 2022 | Химик Юниор (городской округ Клин)    | Ступино (Ступино)                | Химик Юниор-Зубово (городской округ Клин) | ФК СШ Лыткарино (Лыткарино)          | Гермес (Кудиново)                                   | —                                |
| 2023 | Багратион (Можайский городской округ) | Лыткарино (Лыткарино)            | Ц-1 (Лобня)                               | Пушкино (городской округ Пушкинский) | Павловский Посад (городской округ Павловский Посад) | Динамо (городской округ Зарайск) |
| 2024 | Легион (Ивантеевка)                   | Динамо (городской округ Зарайск) | Павловский Посад (Павловский Посад)       | Гэлакси (городской округ Люберцы)    | Физтех (Долгопрудный)                               | —                                |

Примечание. Лиги «Б» и «В» — с системой ротации (повышения/понижения).